# 명월대
명월대(明月臺)는 대한민국 제주특별자치도 제주시 한림읍에 있는, 조선 후기 이 지방 유학자들과 시인들이 어울려 풍류를 즐기던 곳이다. 1981년 8월 26일 제주특별자치도의 기념물 제7호로 지정되었다.

## 개요
예전 빈촌인 이 마을은 맑고 고운 시냇물과 더불어 이 자연천의 명월대가 한결 운치를 돋우고 있다.
이 명월대 주변에는 울창한 자연림이 우거져 한 여름 더위를 잊을 수 있는 명소일 뿐만 아니라 한국의 옛 석교와 석대가 원형대로 보존되고 있다.

## 참고 자료
- 명월대 - 국가유산청 국가유산포털